# Kunstformen der Natur

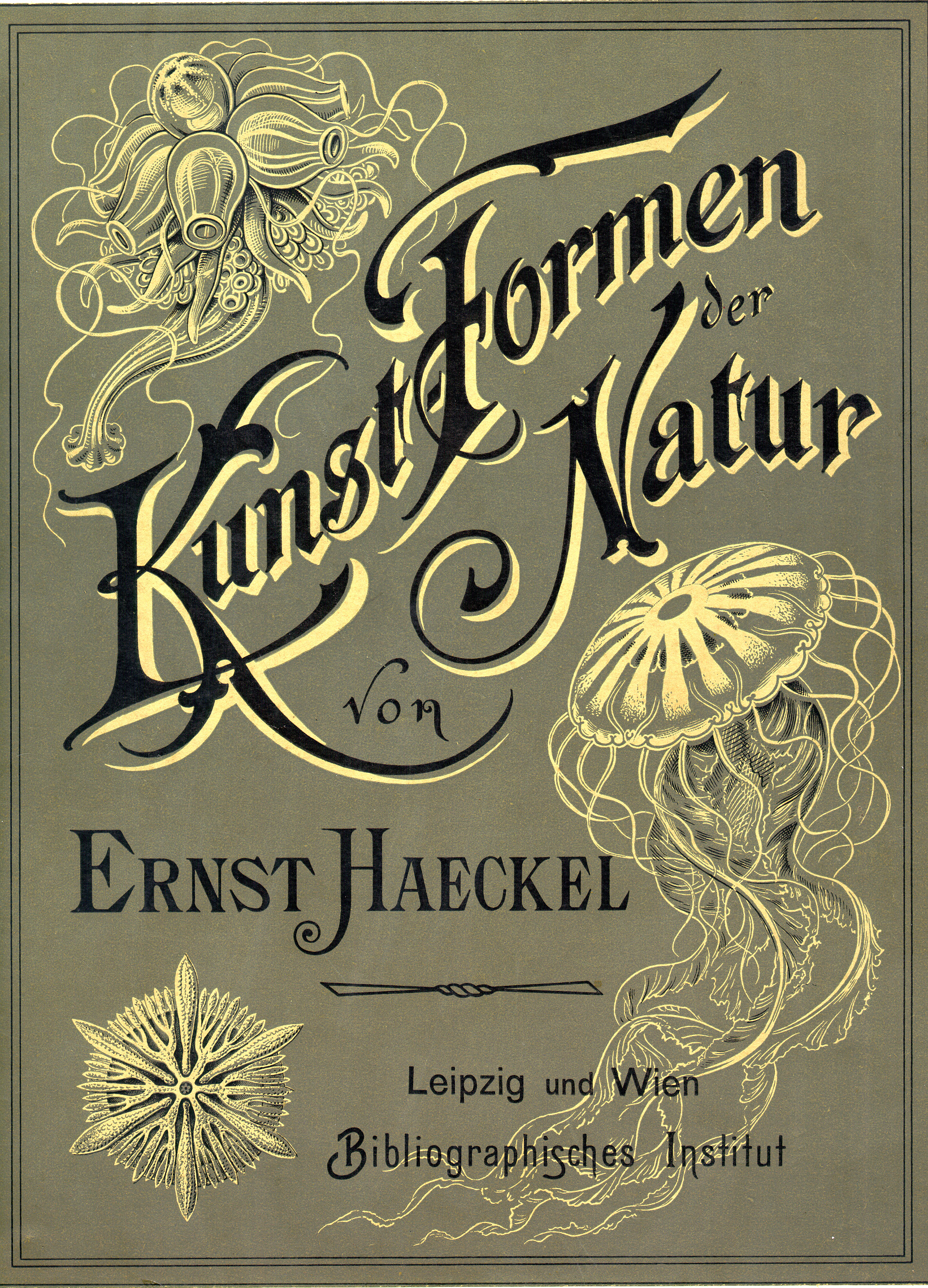
Kunstformen der Natur, Titelblatt der Komplettausgabe von 1904

Kunstformen der Natur ist ein Buch des deutschen Zoologen Ernst Haeckel, das hauptsächlich Lithografien enthält. Es wurde ursprünglich in zehn Einzelbänden zwischen 1899 und 1904 und schließlich als Komplettausgabe 1904 veröffentlicht.

## Beschreibung

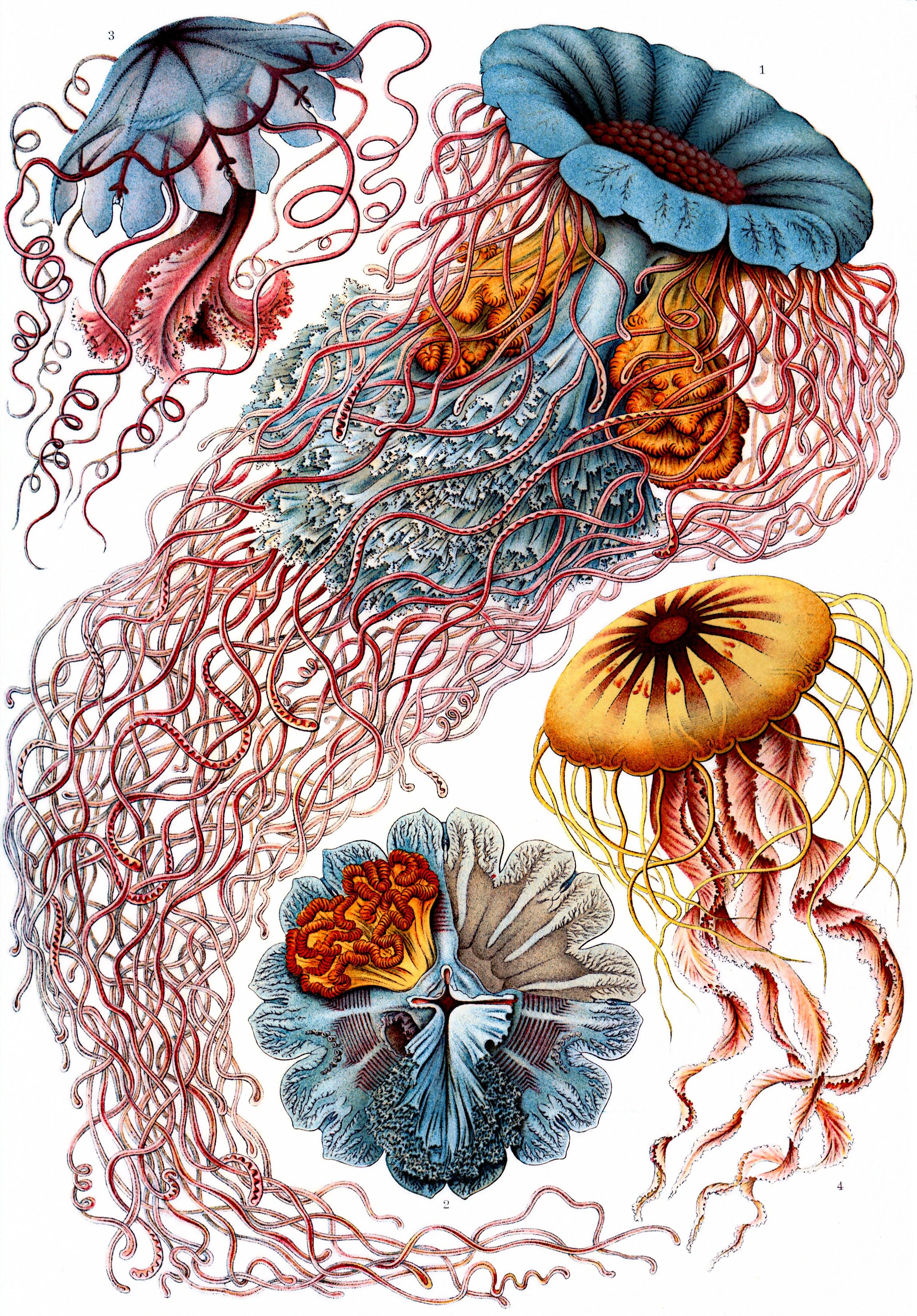
Der achte Druck aus Kunstformen der Natur. Er zeigt Desmonema annasethe, deren Tentakel Haeckel an die Haare seiner Frau erinnert hatten.

Das Buch enthält 100 Drucke mit Bildtafeln verschiedener Organismen, die größtenteils zum ersten Mal überhaupt von Haeckel beschrieben wurden. Sie stellen eine Auswahl der über 1000 Stiche dar, die auf Grundlage von Skizzen und Aquarellen Haeckels zu dessen Lebzeiten entstanden. Mit der künstlerischen Ausführung der Figuren und Tafeln beauftragte Haeckel den Lithographen und Druckereiinhaber Adolf Giltsch (1852–1911), mit dem er insgesamt 42 Jahre zusammenarbeiten sollte und der Haeckels Handzeichnungen auch in vielen von dessen Werken mit „lebendigem Interesse“ und dem „Erkenntnistrieb des echten Naturforschers“ korrigierte und verbesserte, wie Haeckel anerkennend hervorhob.
Besonders bemerkenswert sind die Darstellungen verschiedener Strahlentierchen (Radiolaria), die seit der Veröffentlichung des Buches bis heute unter Laienmikroskopierern besonders populär sind. Eine große Anzahl anderer Darstellungen zeigt Nesseltiere, z. B. Seeanemonen, Staatsquallen und Fahnenquallen. Der erste Band enthielt auch Desmonema annasethe (jetzt Cyanea annasethe), eine besonders prächtige Qualle, die Haeckel nach seiner Frau Anna Sethe benannt hatte.
1904 begründete Haeckel noch einmal die Zielsetzung des Werkes: „Der Hauptzweck meiner ‚Kunstformen der Natur‘ war ein ästhetischer: ich wollte weiteren Kreisen Zugang zu den wunderbaren Schätzen der Schönheit öffnen, die in den Tiefen des Meeres verborgen oder wegen ihrer geringen Größe nur durch das Mikroskop erkennbar sind. Damit verknüpfe ich aber auch einen wissenschaftlichen Zweck, den Einblick in den Wunderbau der eigentümlichen Organisationen dieser Formen zu erschließen.“
Kunstformen der Natur beeinflusste in hohem Maße die Kunst der ersten Hälfte des 20. Jahrhunderts und bildete eine Brücke zwischen ihr und der Wissenschaft. Das Werk wird im Allgemeinen mit dem Jugendstil in Verbindung gebracht.
Beeinflusste Künstler waren unter anderem René Binet, Karl Blossfeldt, Hans Christiansen, Hendrik Petrus Berlage und Émile Gallé.

## Ausgaben
- Ernst Haeckel: Kunstformen der Natur. 100 Illustrationstafeln mit beschreibendem Text (Ausgabe von 1904), diese Ausgabe neu gesetzt und überarbeitet, vierfarbig, Marix Verlag, Wiesbaden, 2004, ISBN 978-3937715-17-9
- Ernst Häckel: Kunstformen der Natur : die einhundert Farbtafeln im Faksimile mit beschreibendem Text, allgemeiner Erläuterung und systematischer Übersicht, Neudr. der Erstausg., Leipzig, Wien, Bibliogr. Inst., 1998=1904 (in Faks.-Qualität) ISBN 3-7913-1979-5
- Ernst Haeckel: Art Forms in Nature, Dover Publications, Inc., 1974 (in english; original text replaced by publisher notes) ISBN 0-486-22987-4

## Beispiele

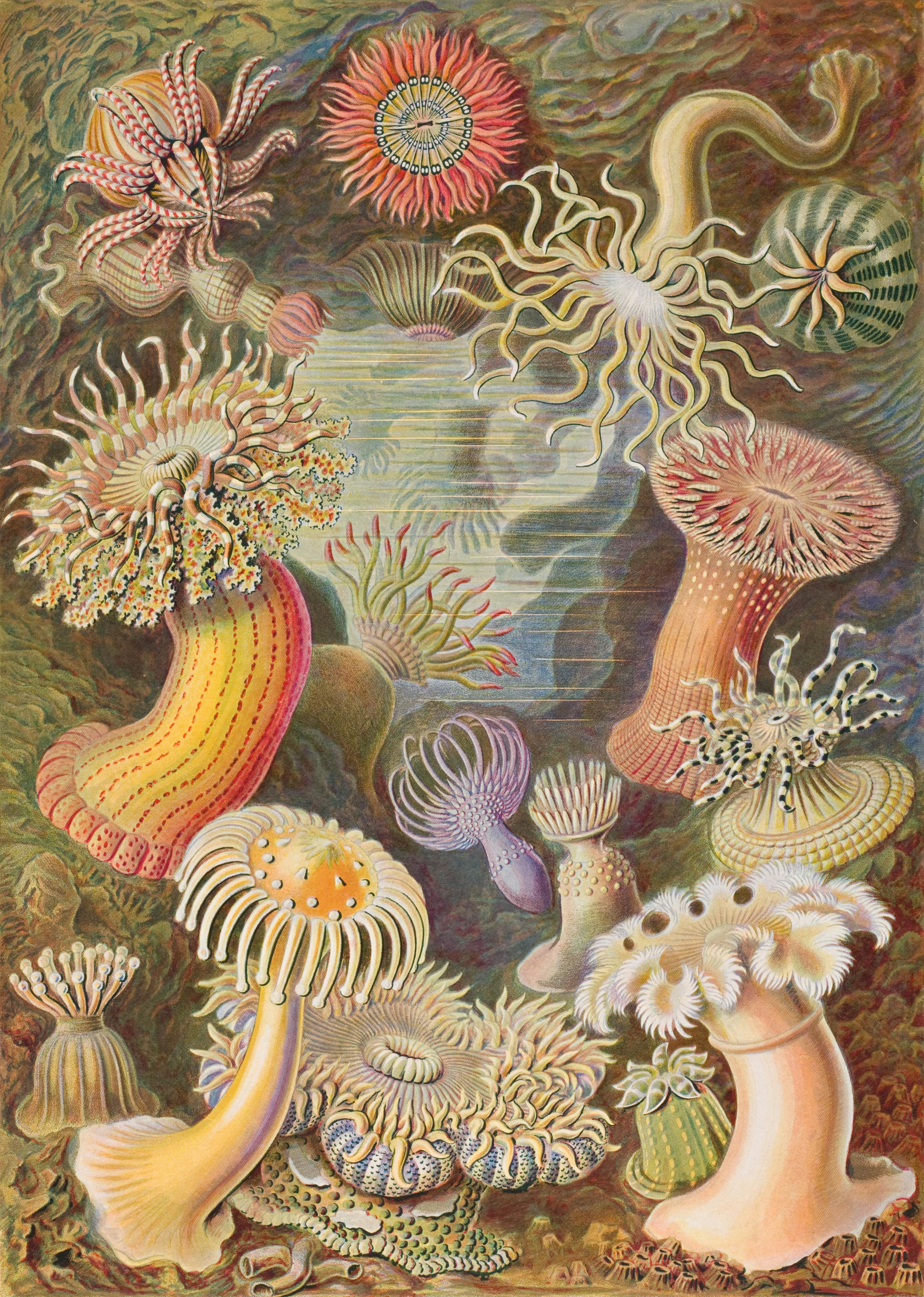
Seeanemone
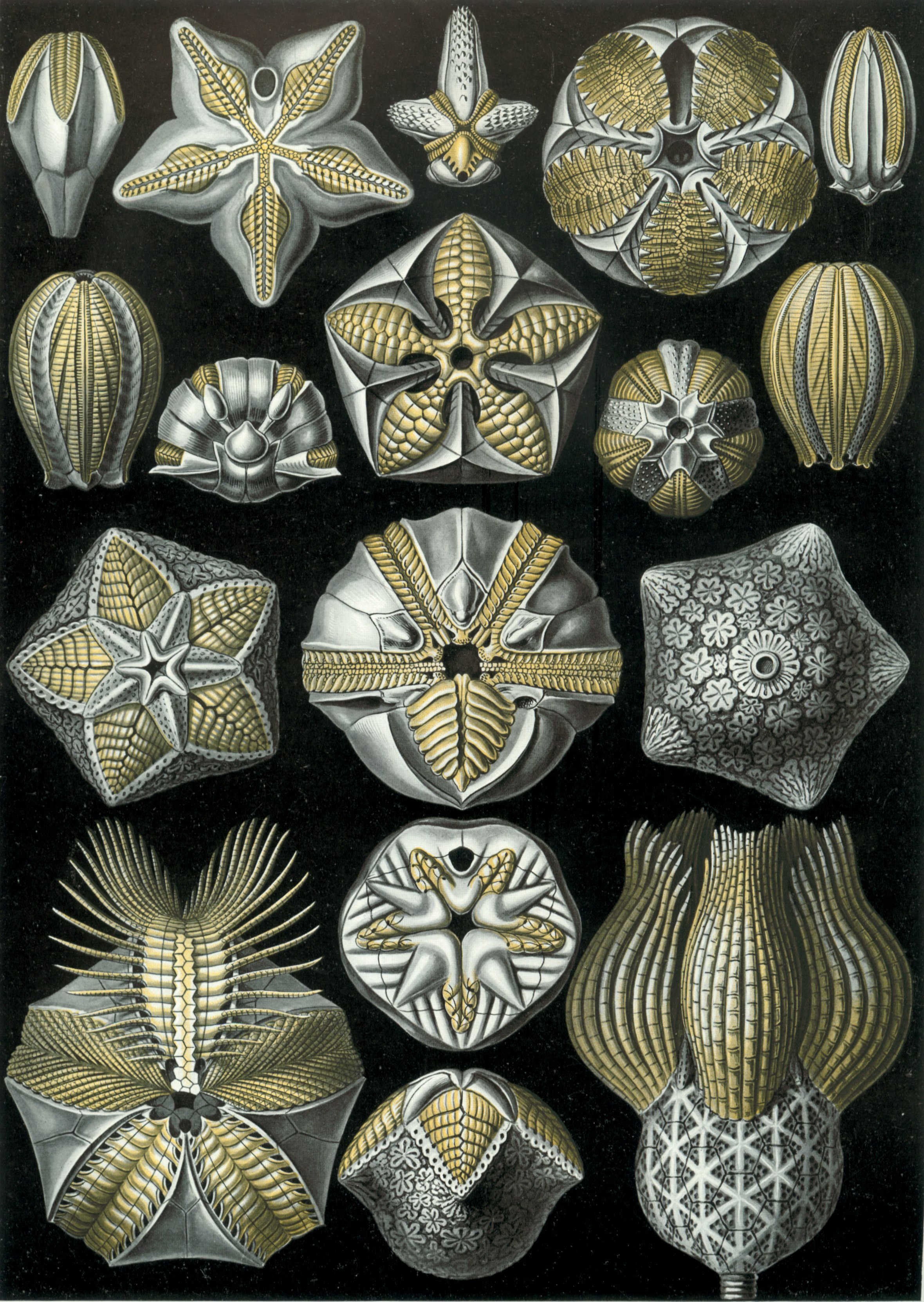
Blastoidea
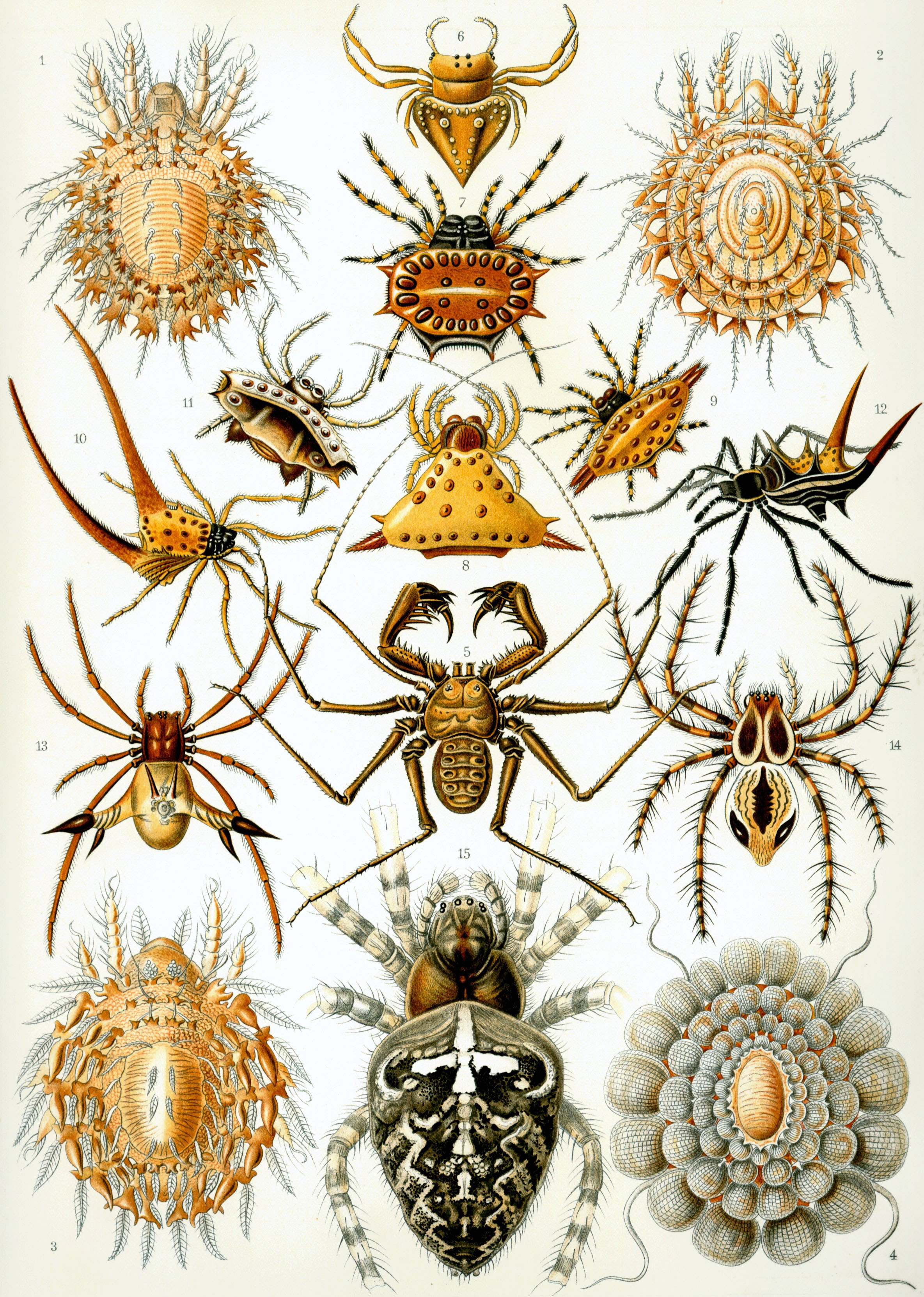
Arachnida
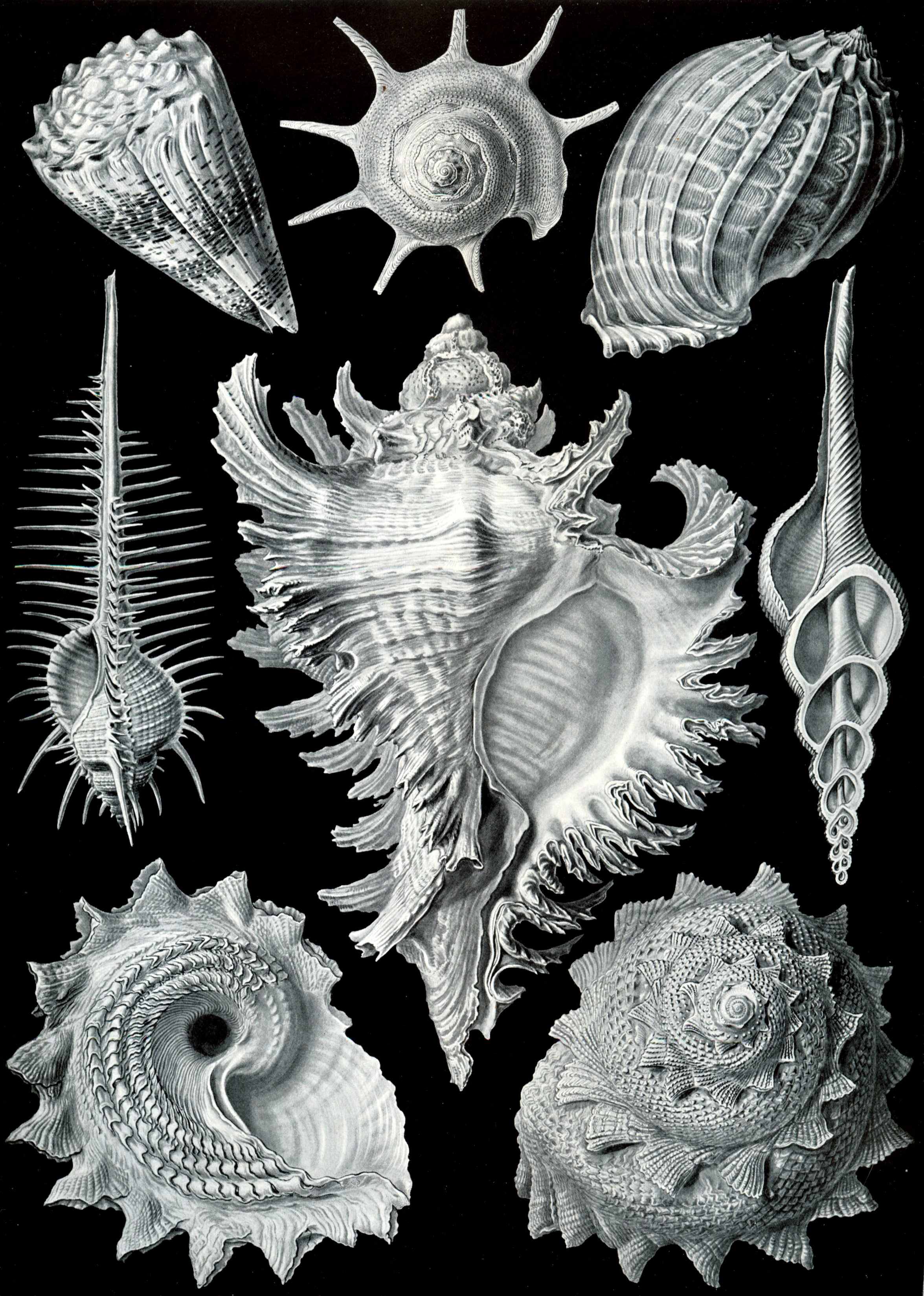
Vorderkiemerschnecken
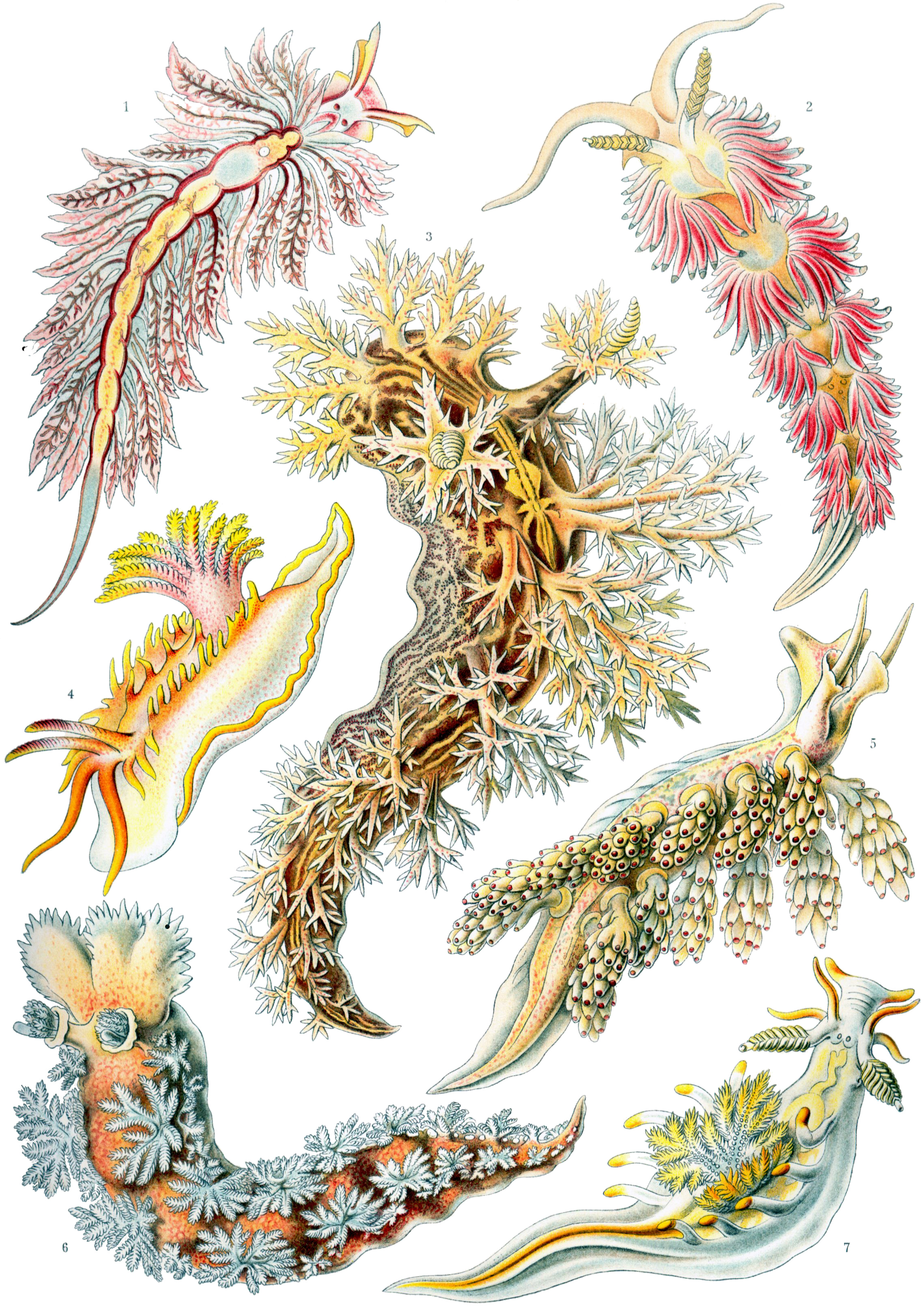
Nacktkiemer
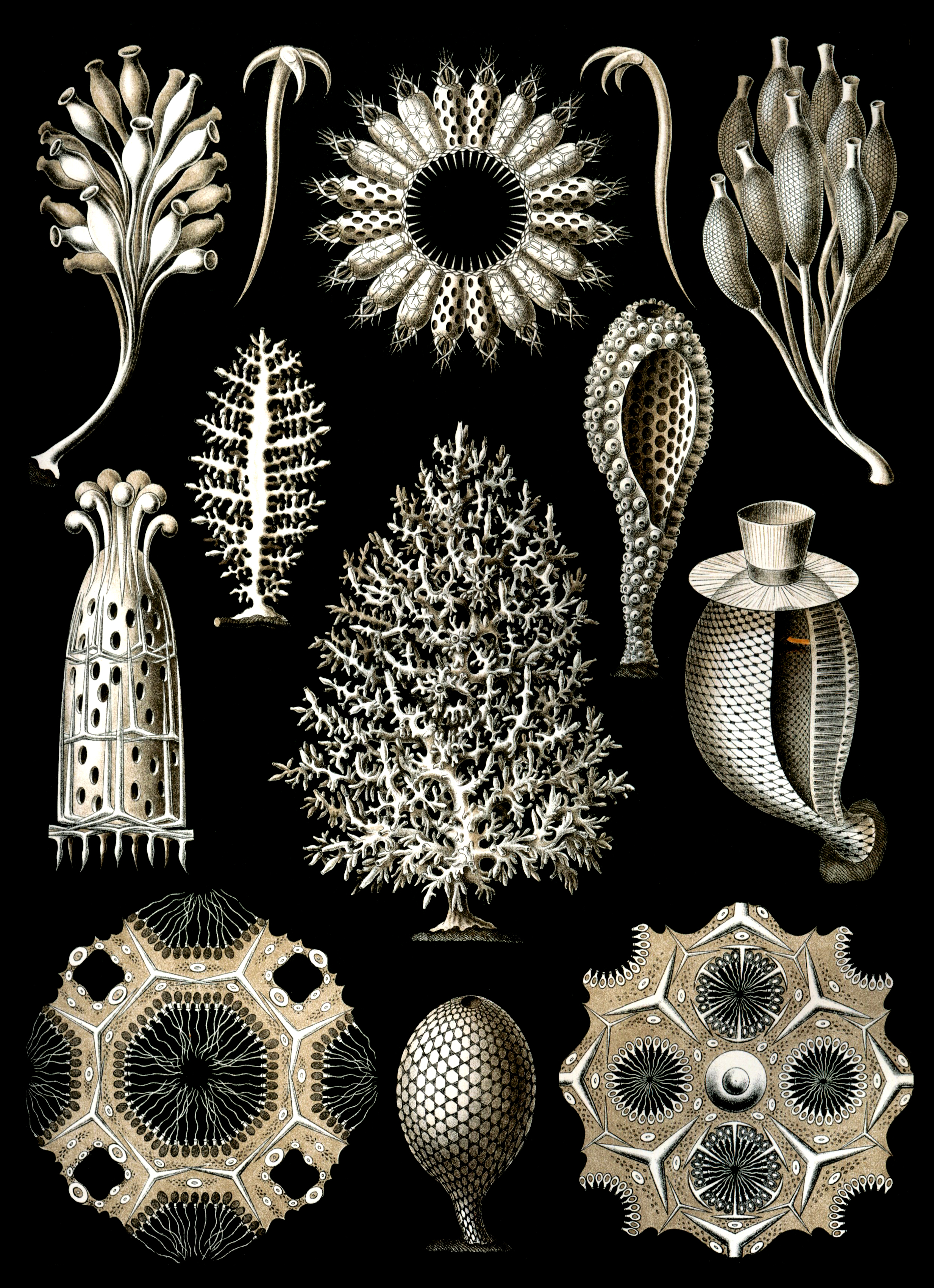
Kalkschwämme
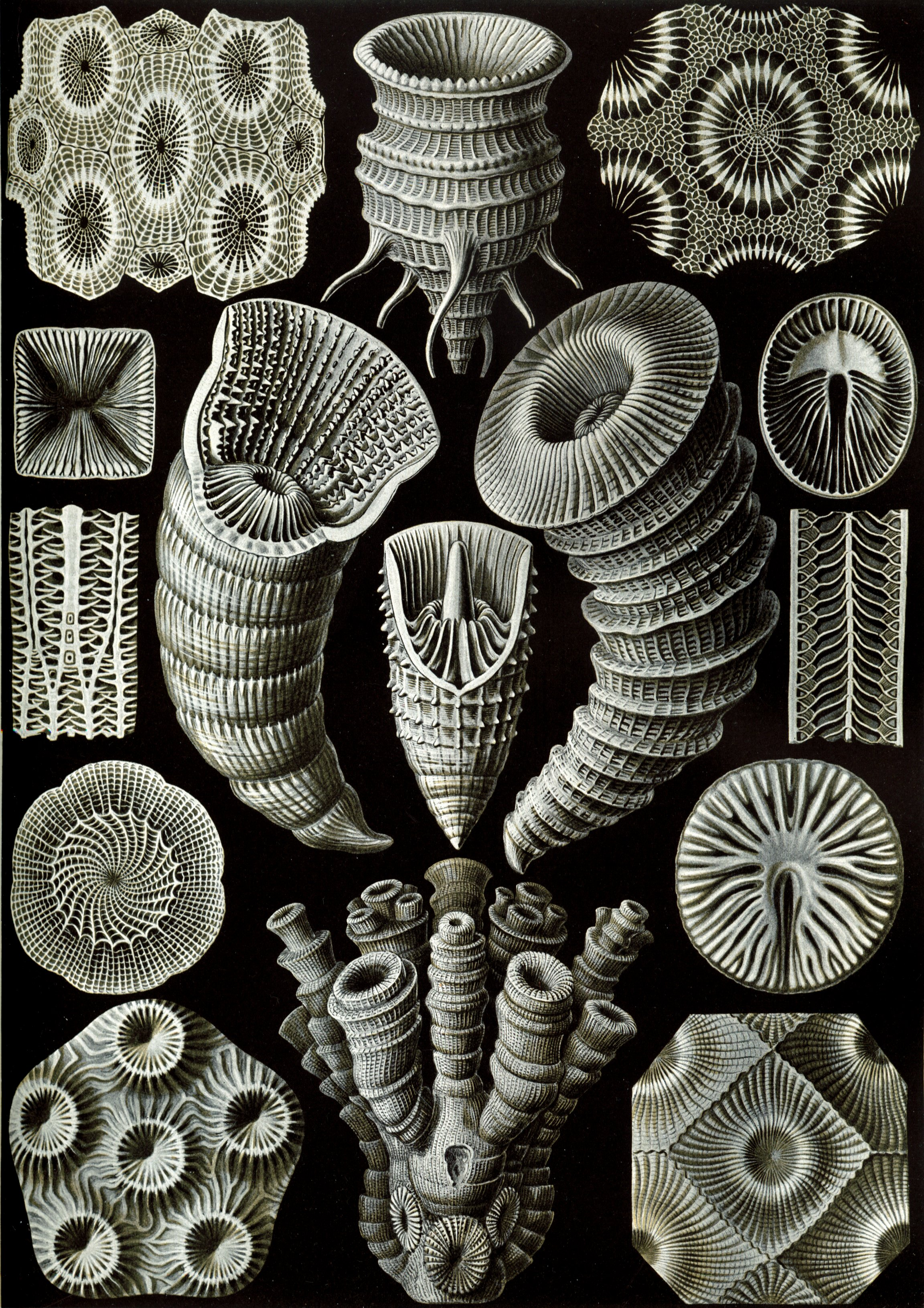
Runzelkorallen
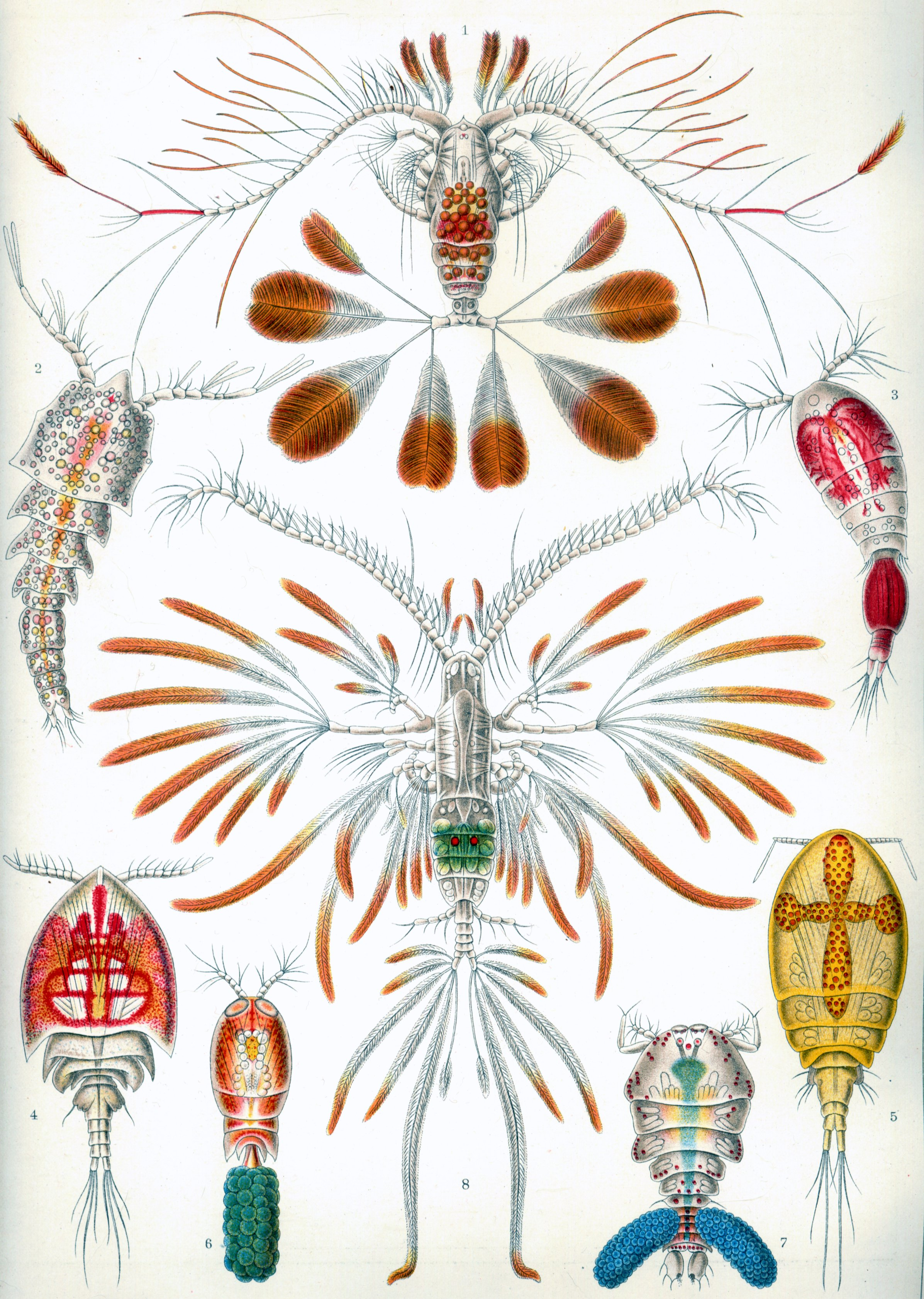
Ruderfußkrebse
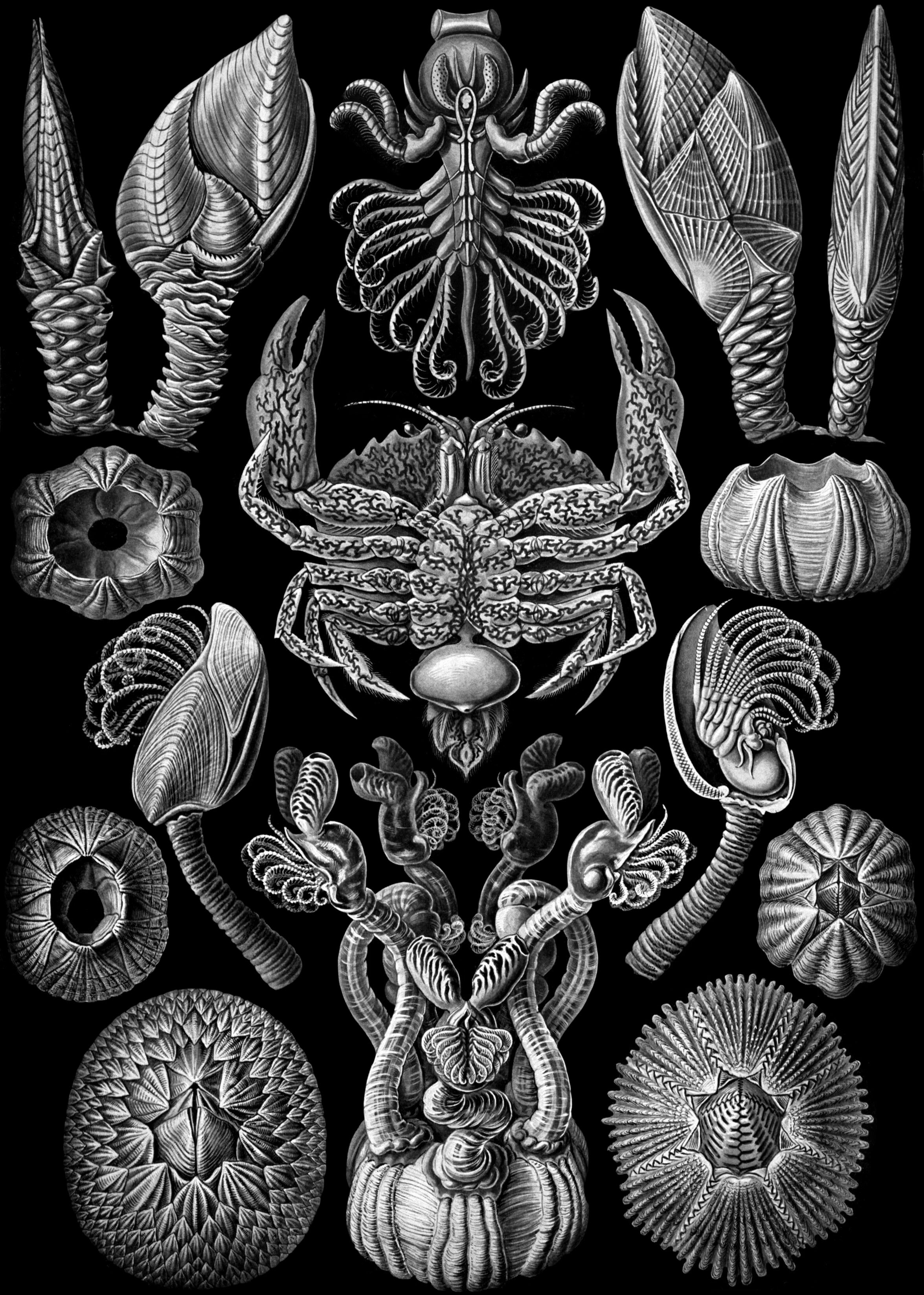
Rankenfußkrebse
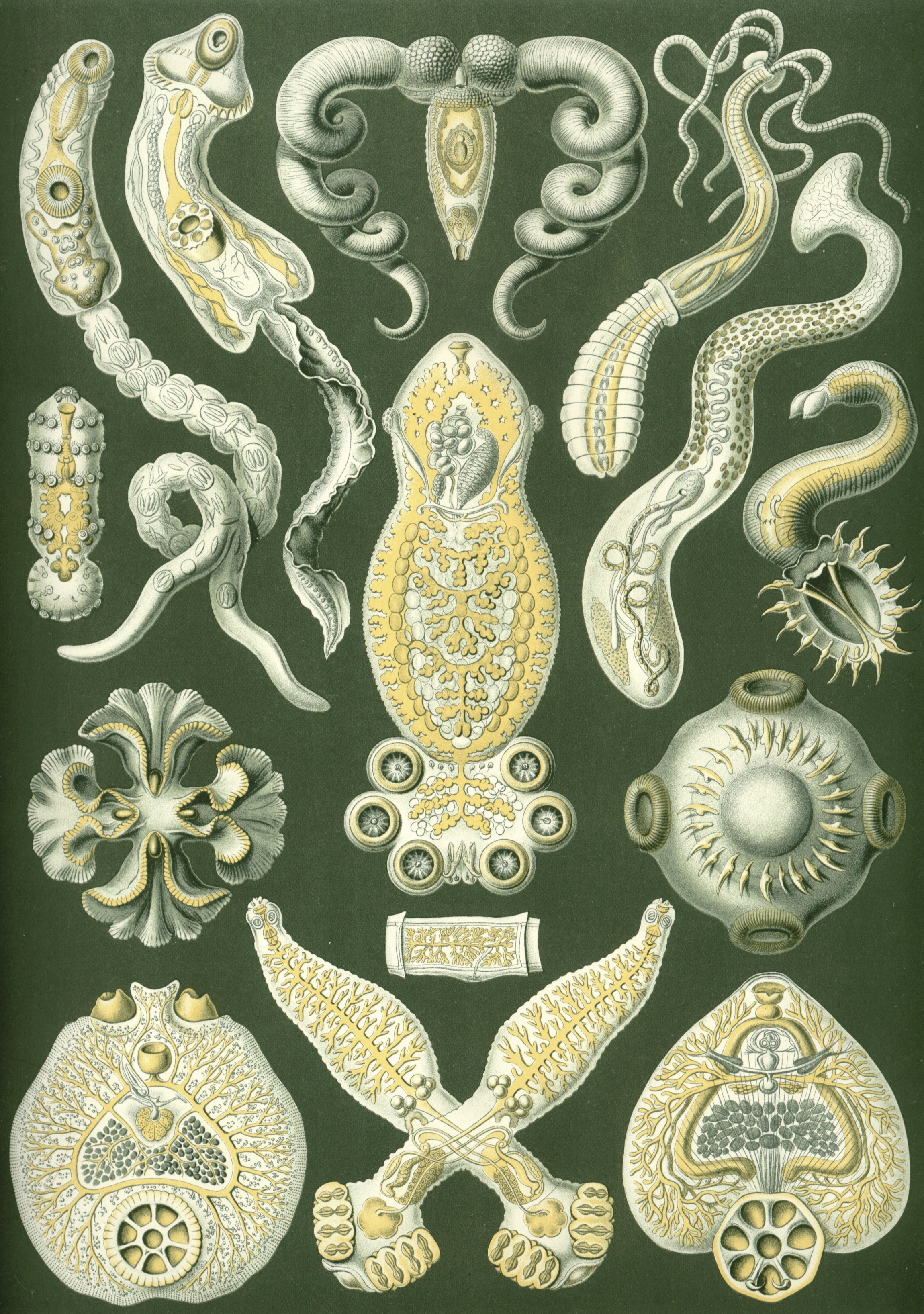
Plattwürmer
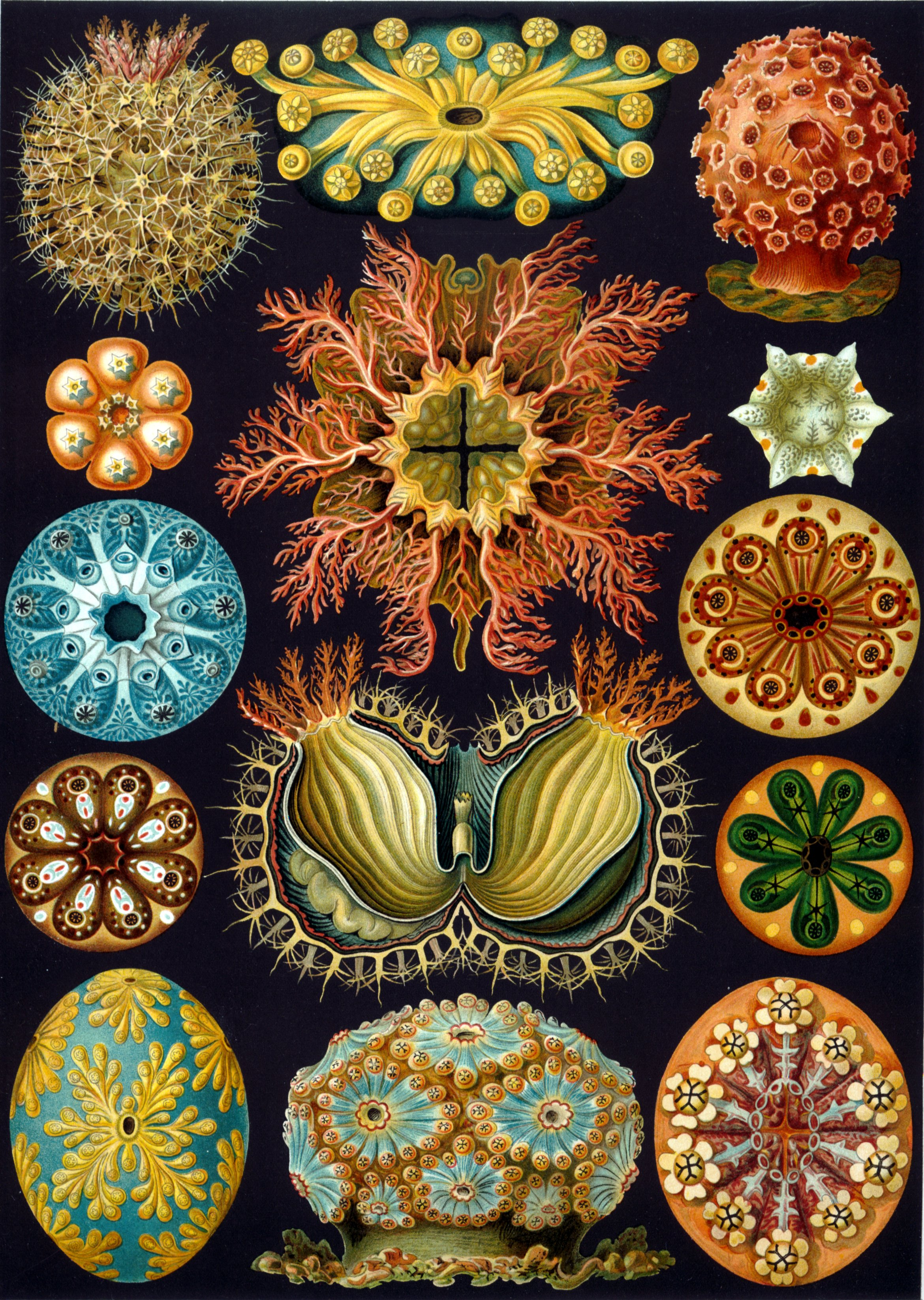
Seescheiden
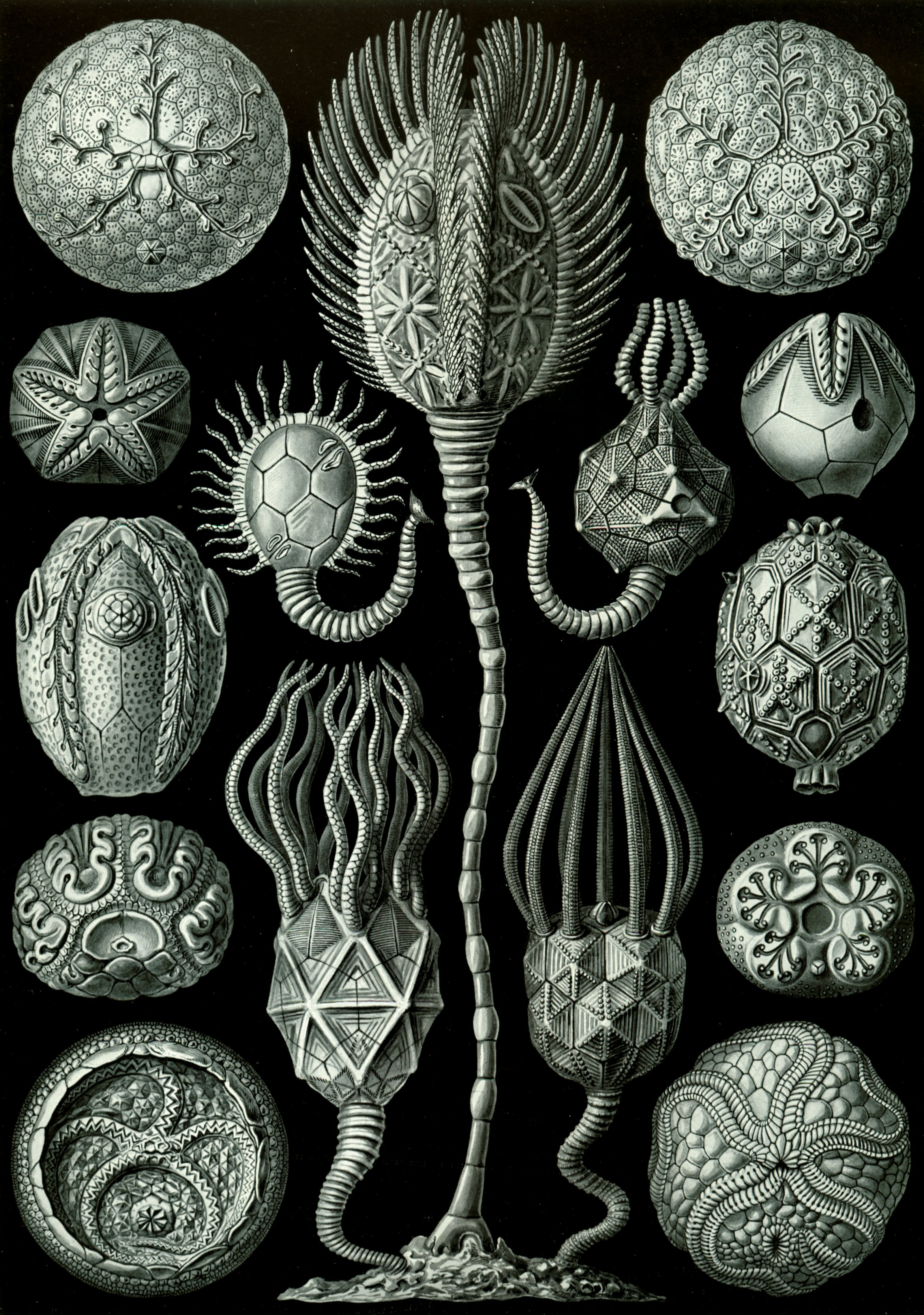
Beutelstrahler
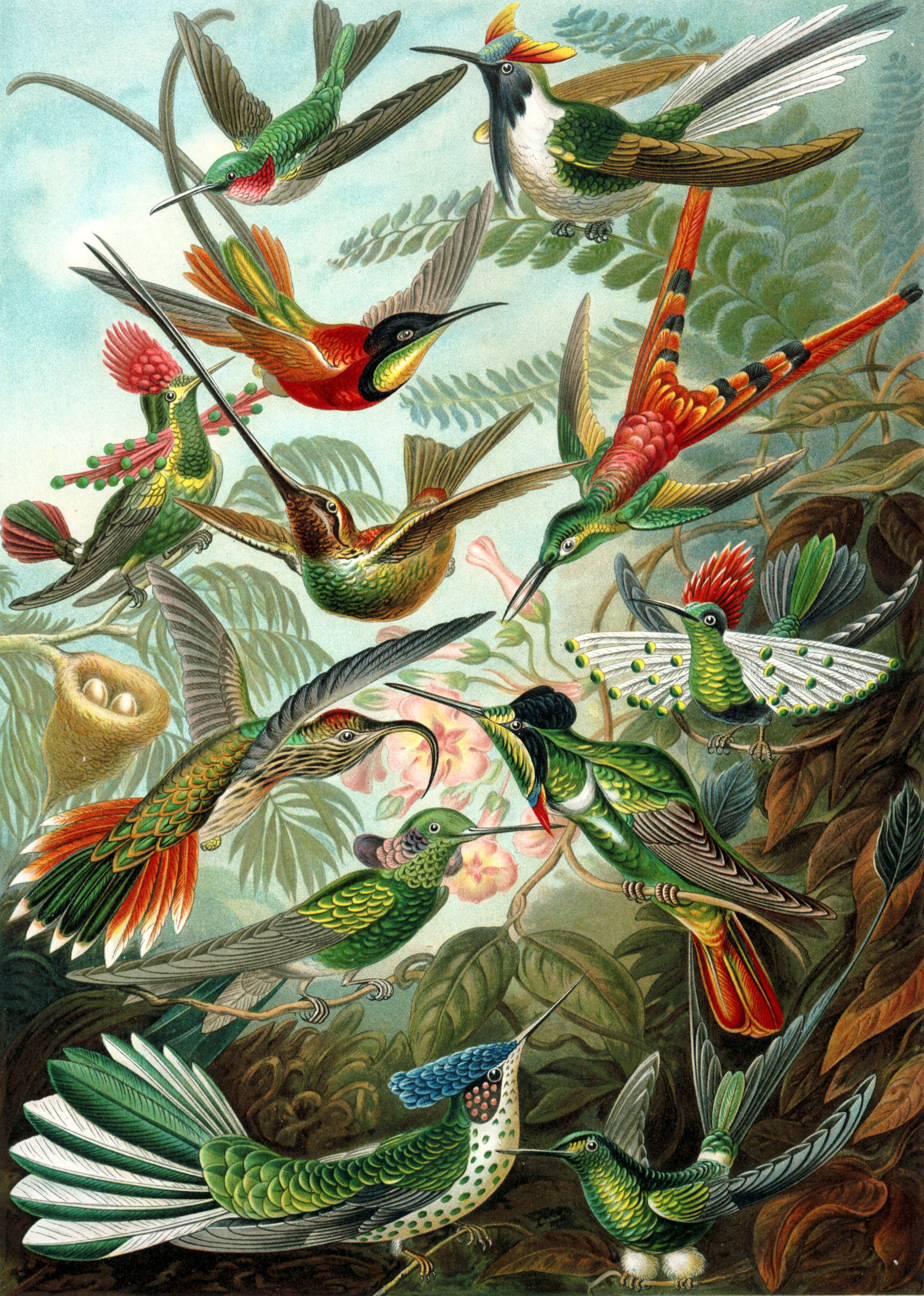
Kolibris
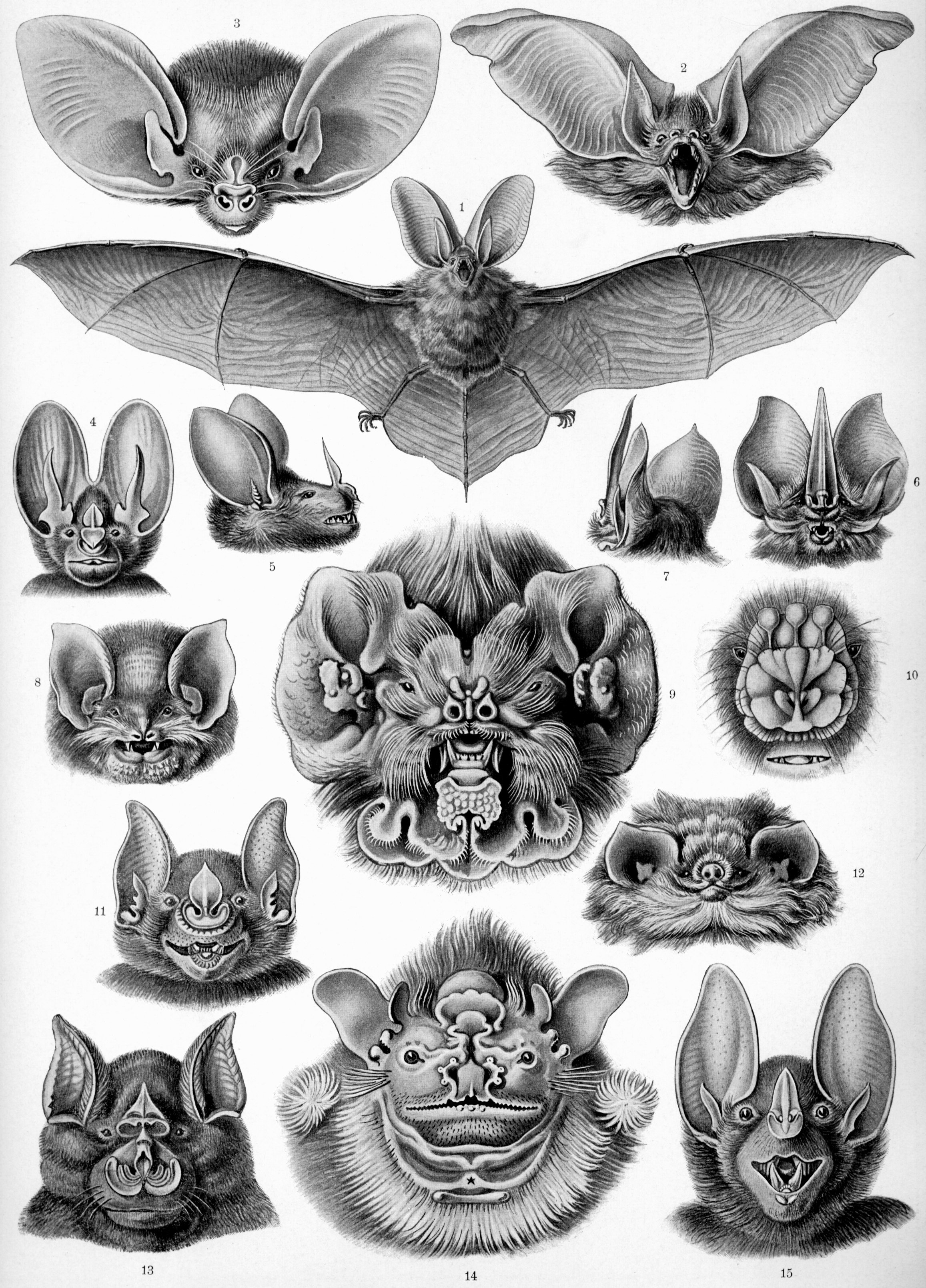
Fledertier
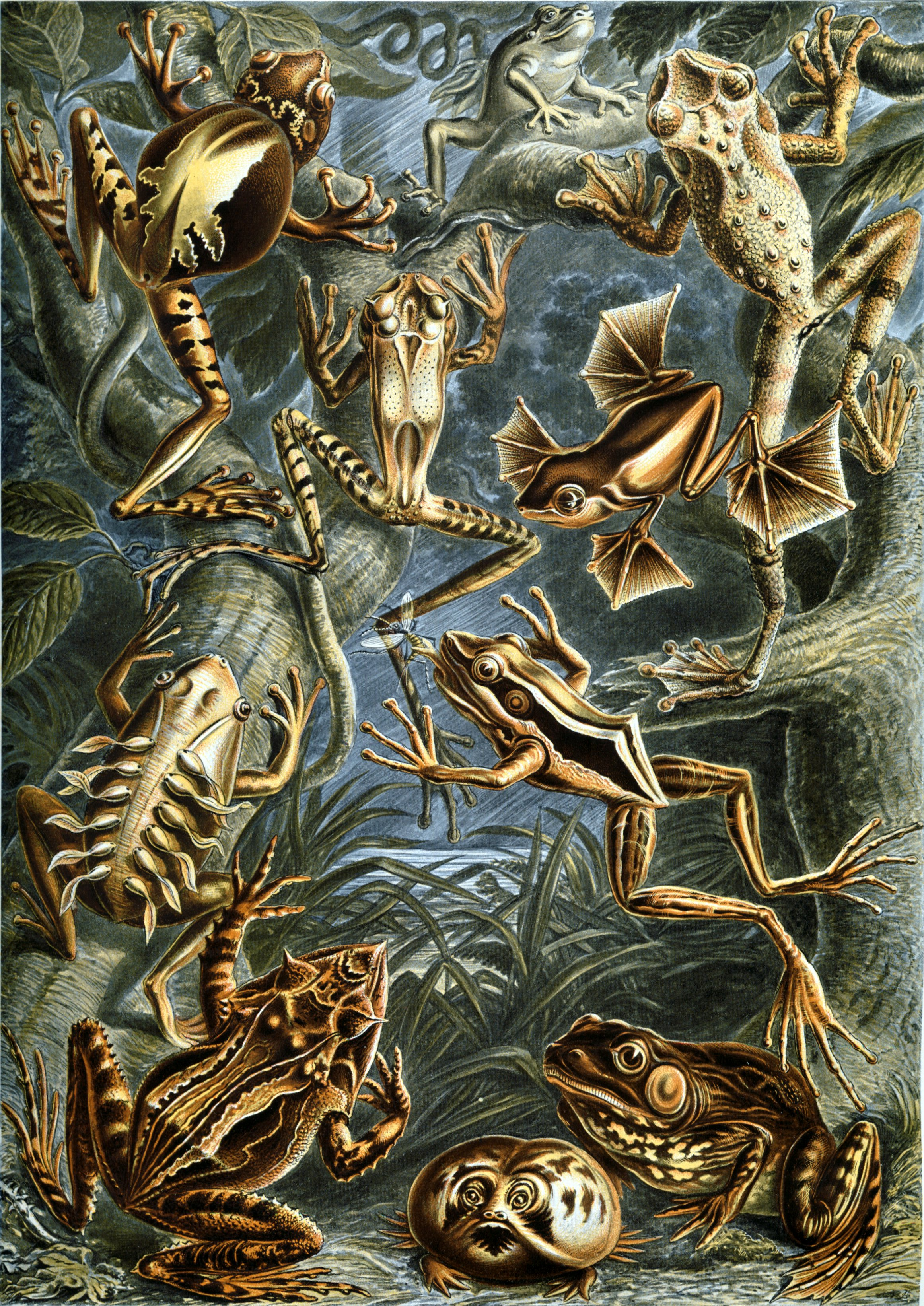
Frosch
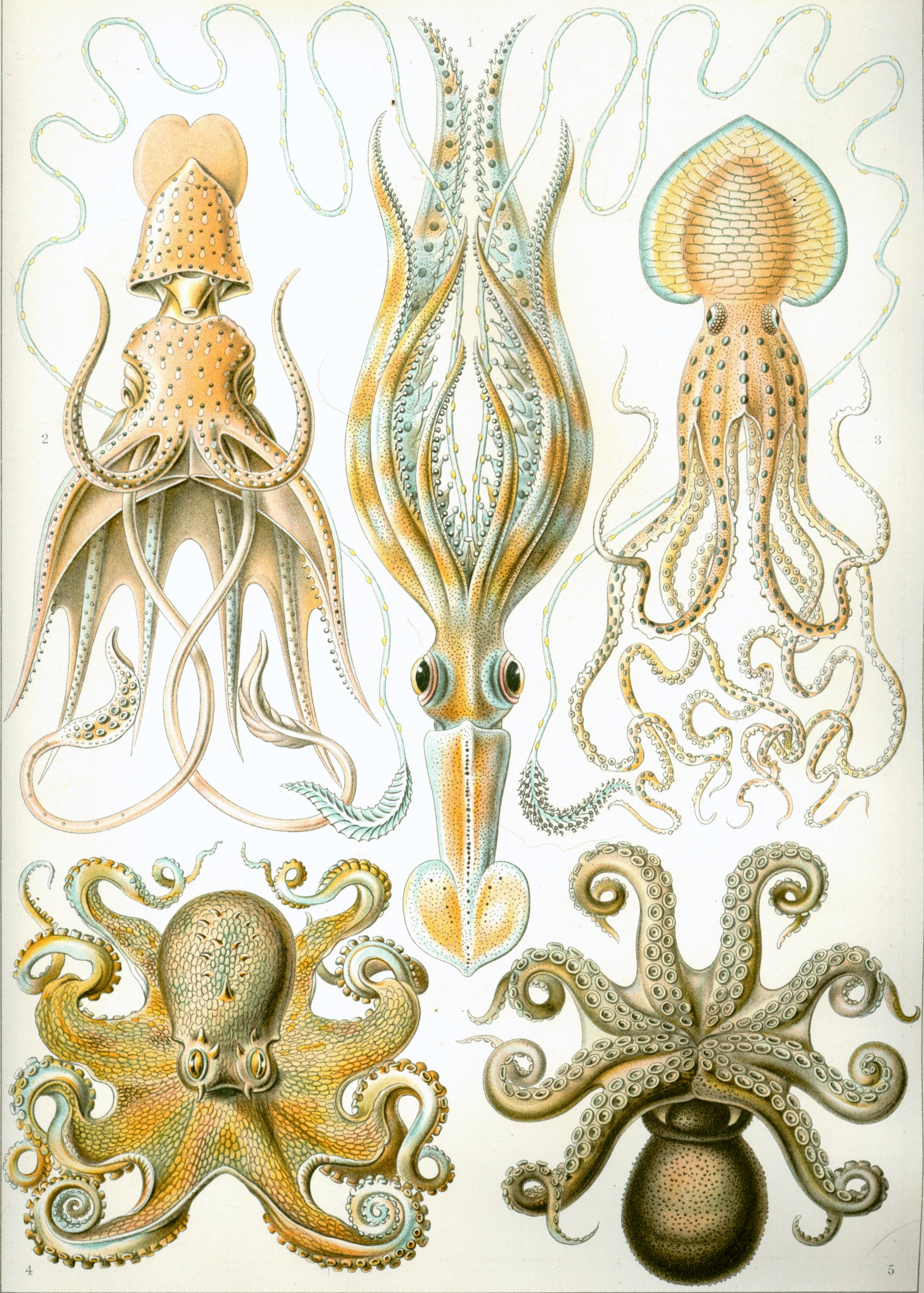
Kopffüßer
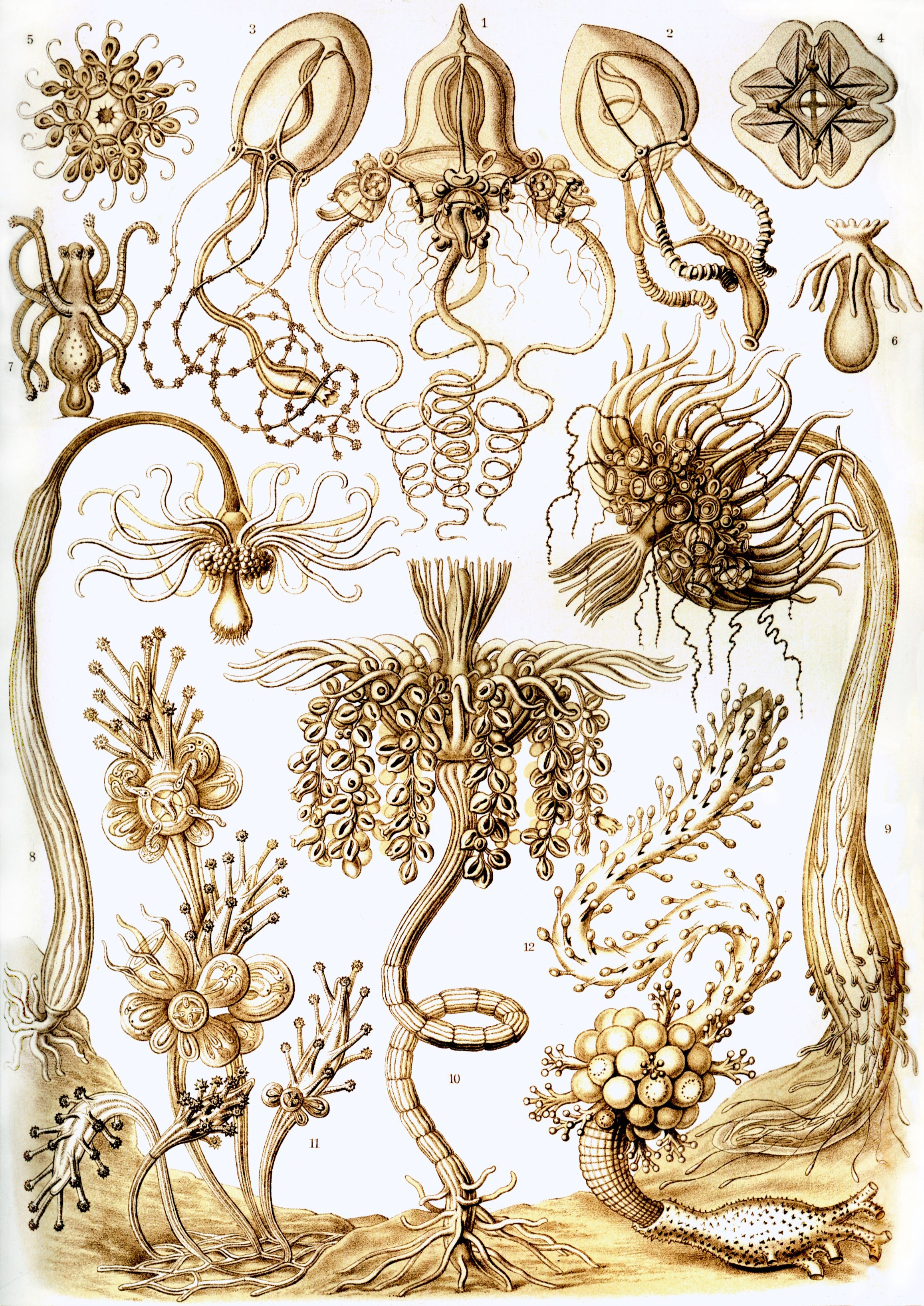
Nesseltiere
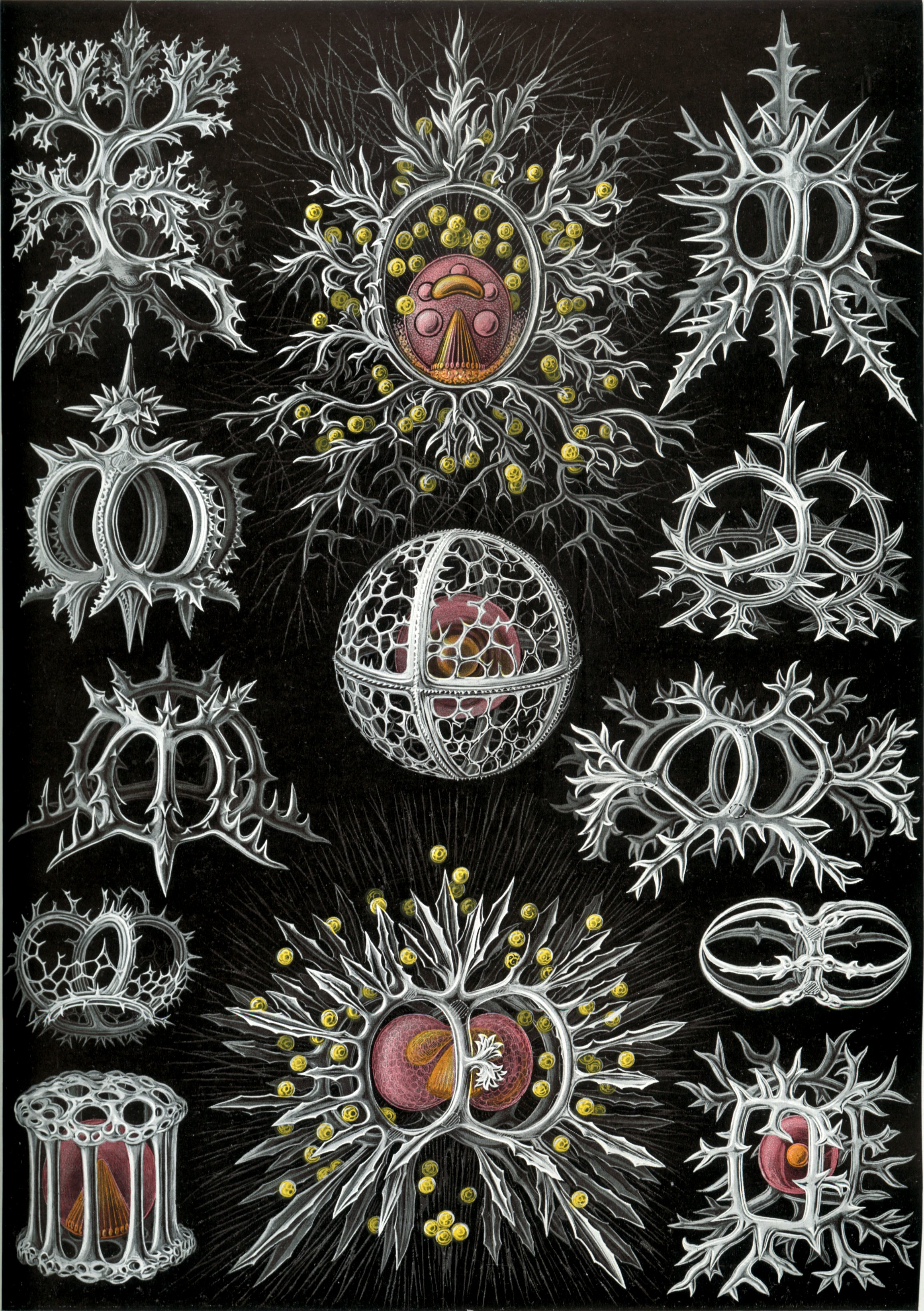
Strahlentierchen
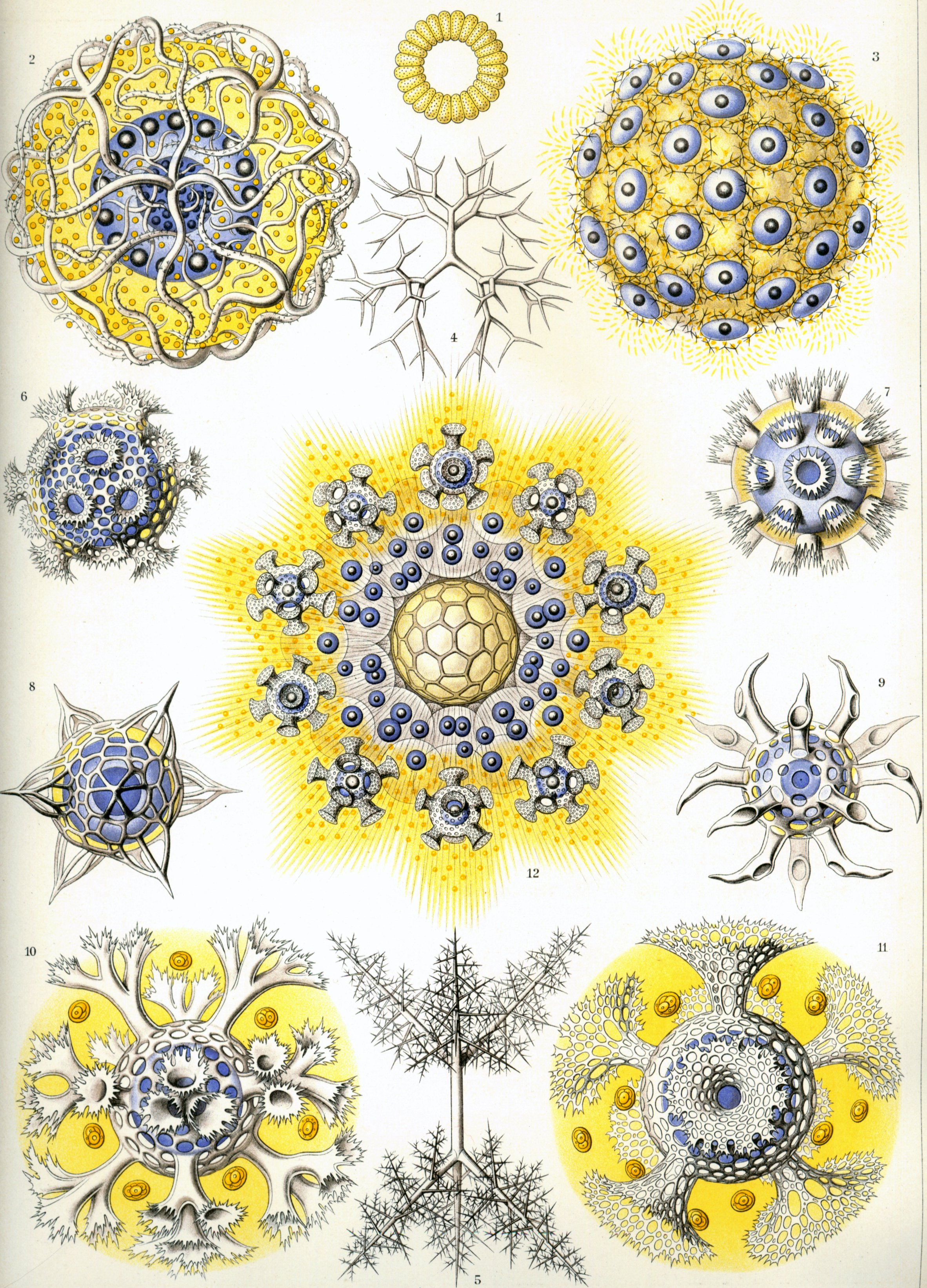
Strahlentierchen
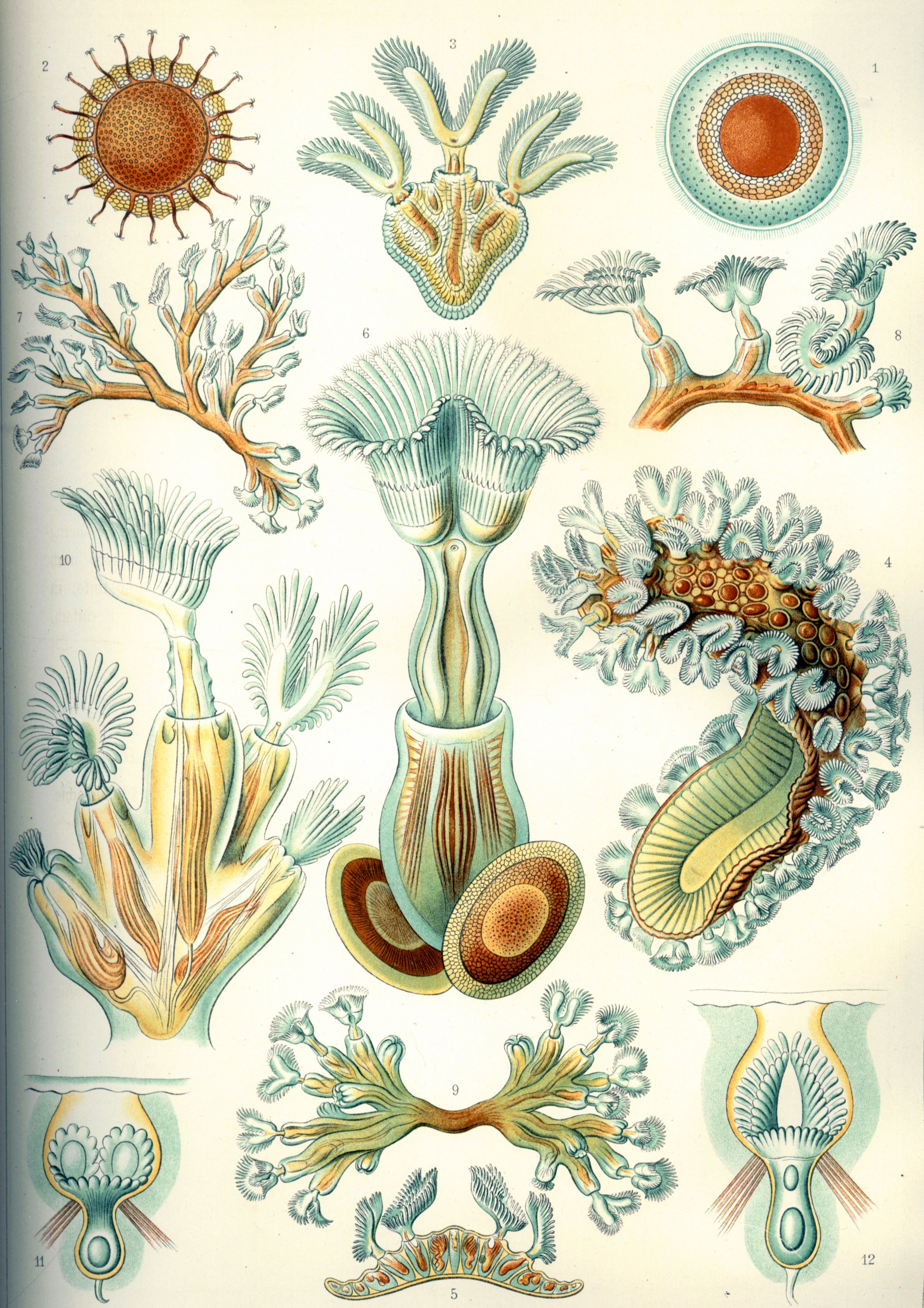
Moostierchen
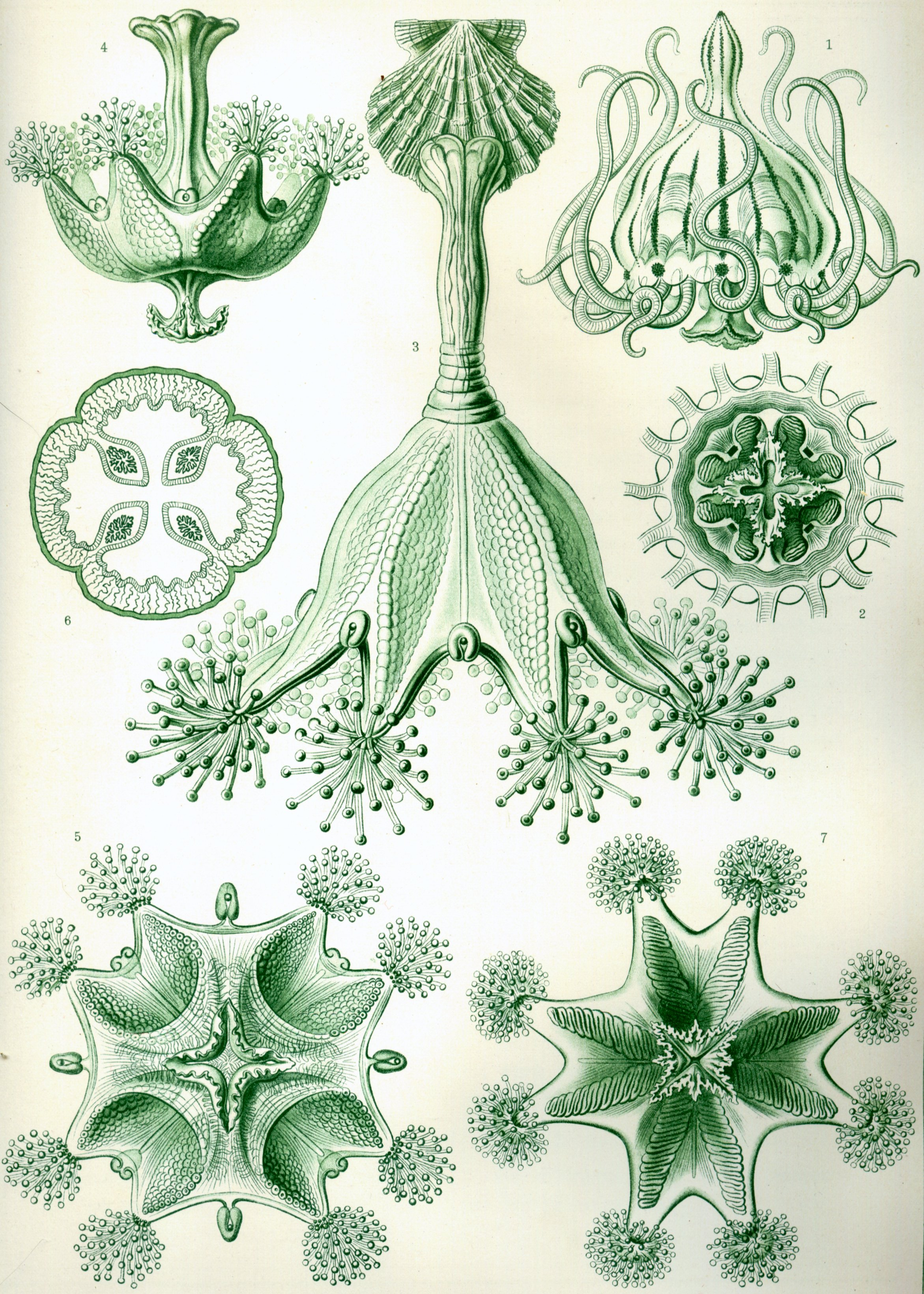
Stielquallen
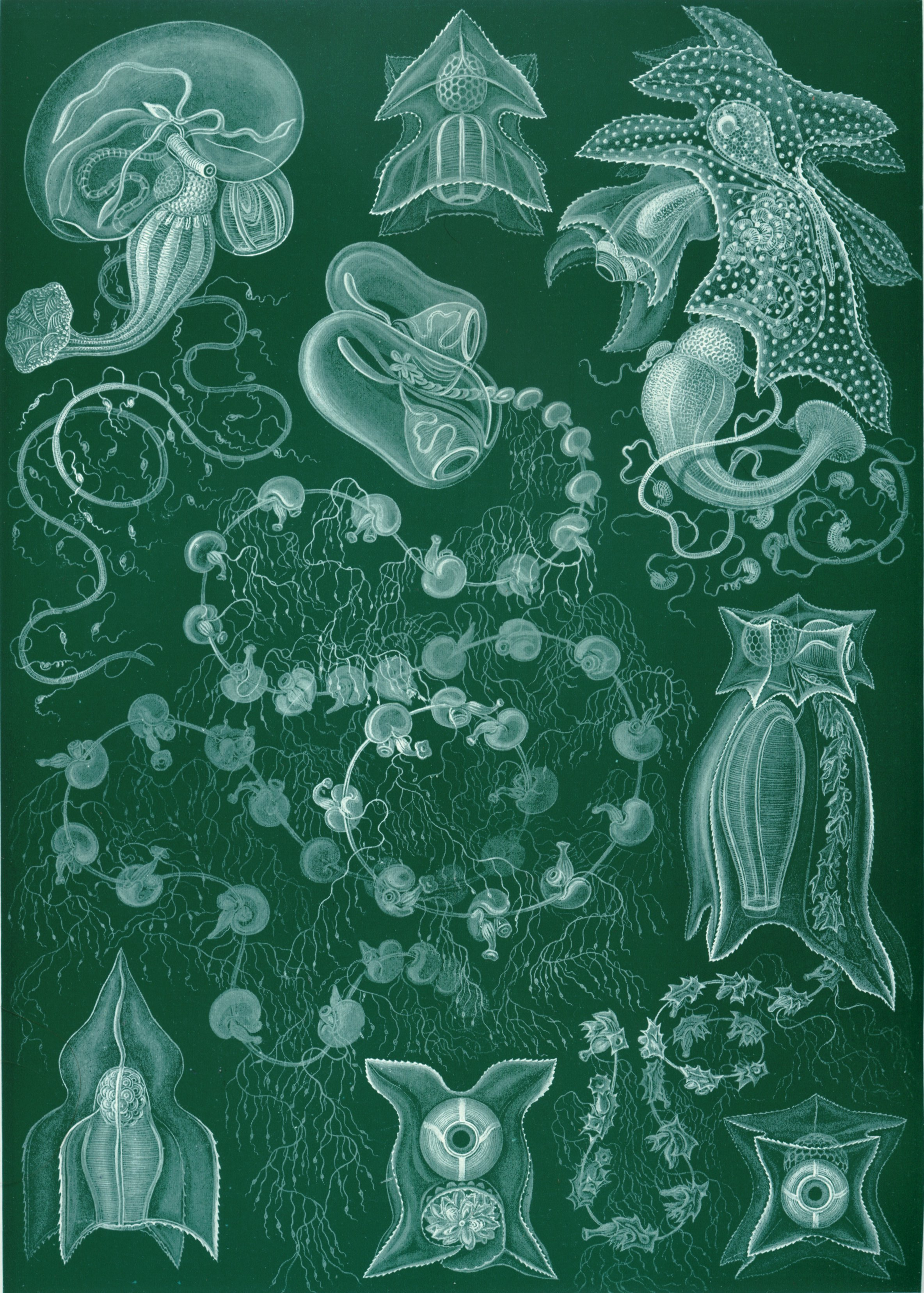
Staatsquallen
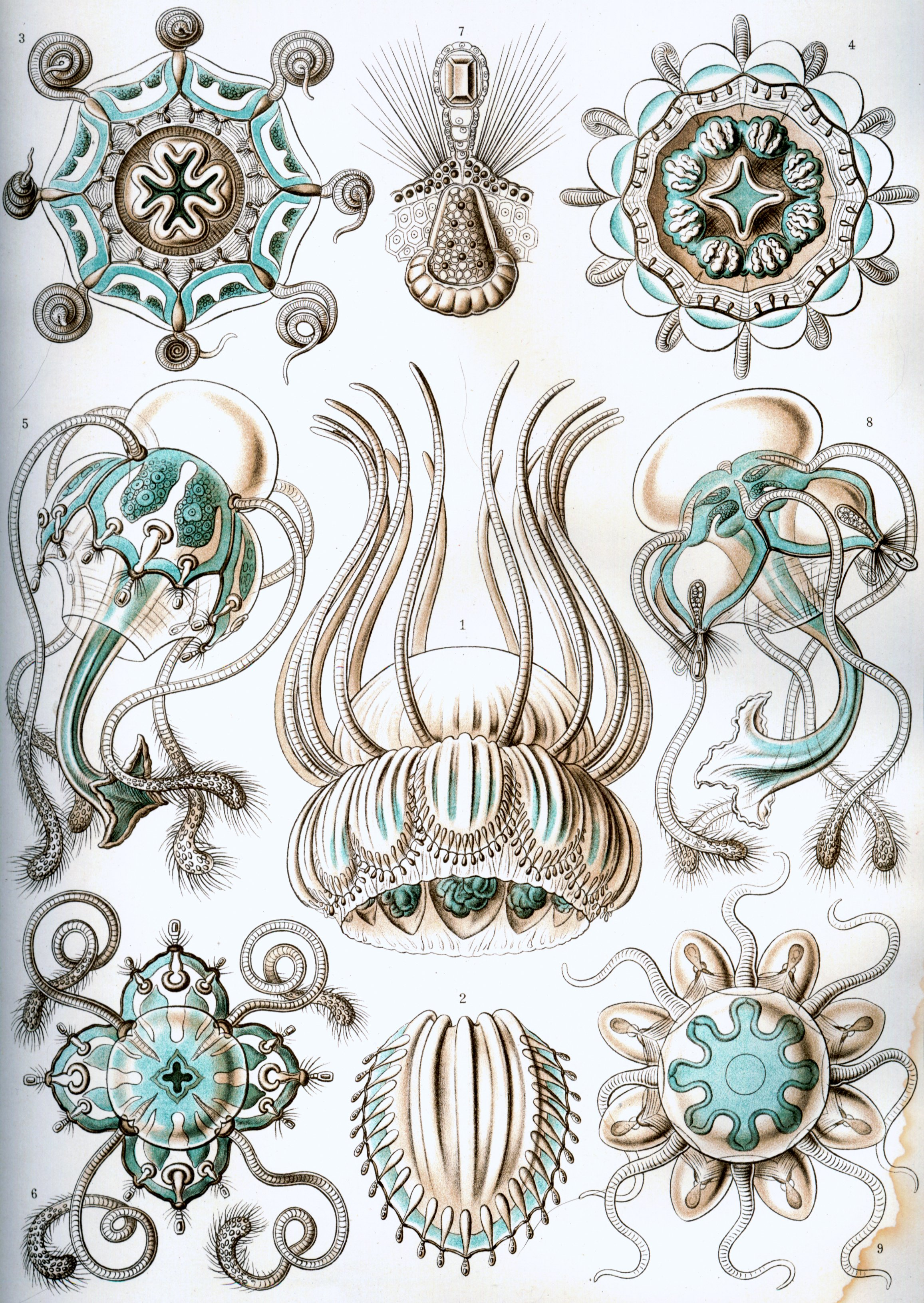
Narcomedusae
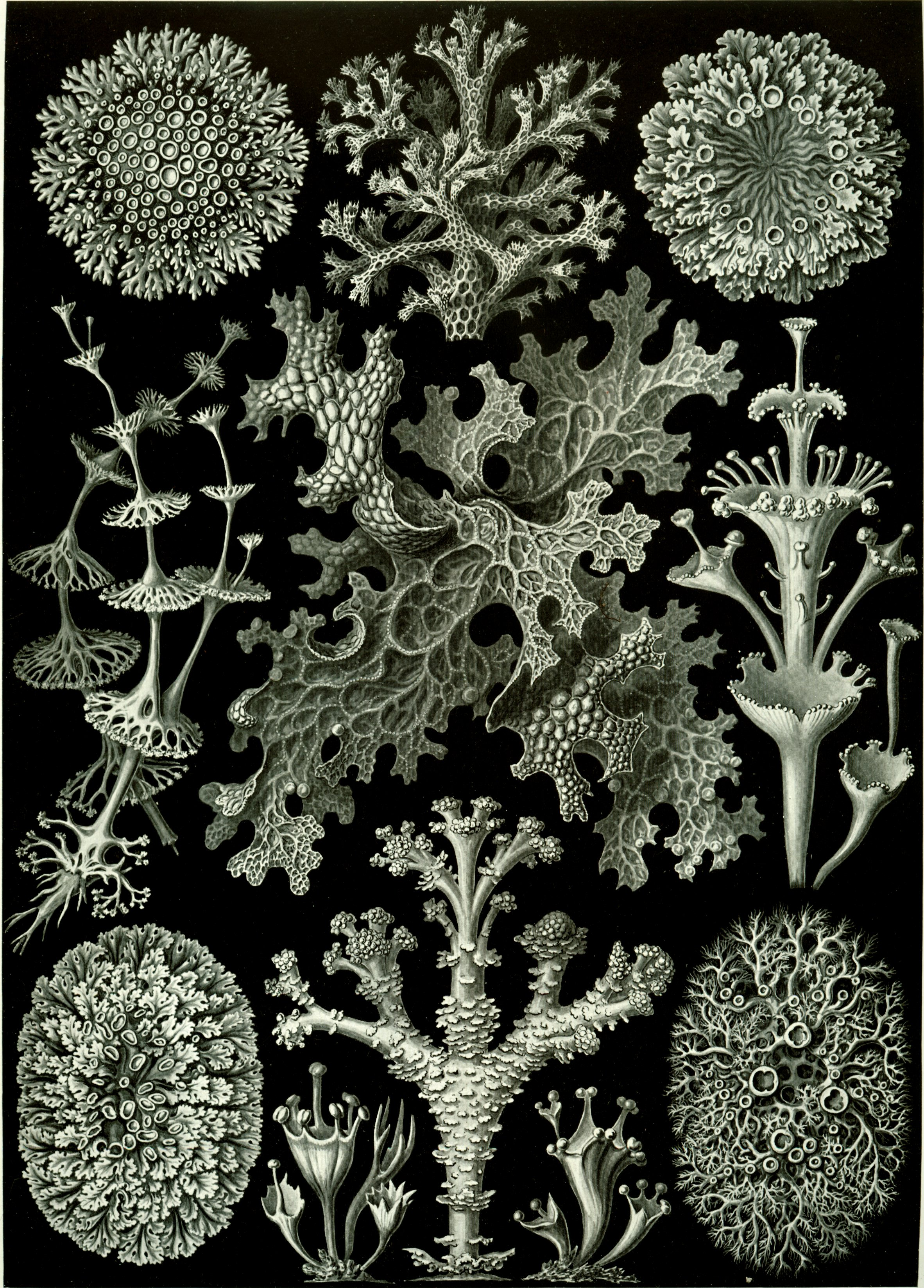
Flechten
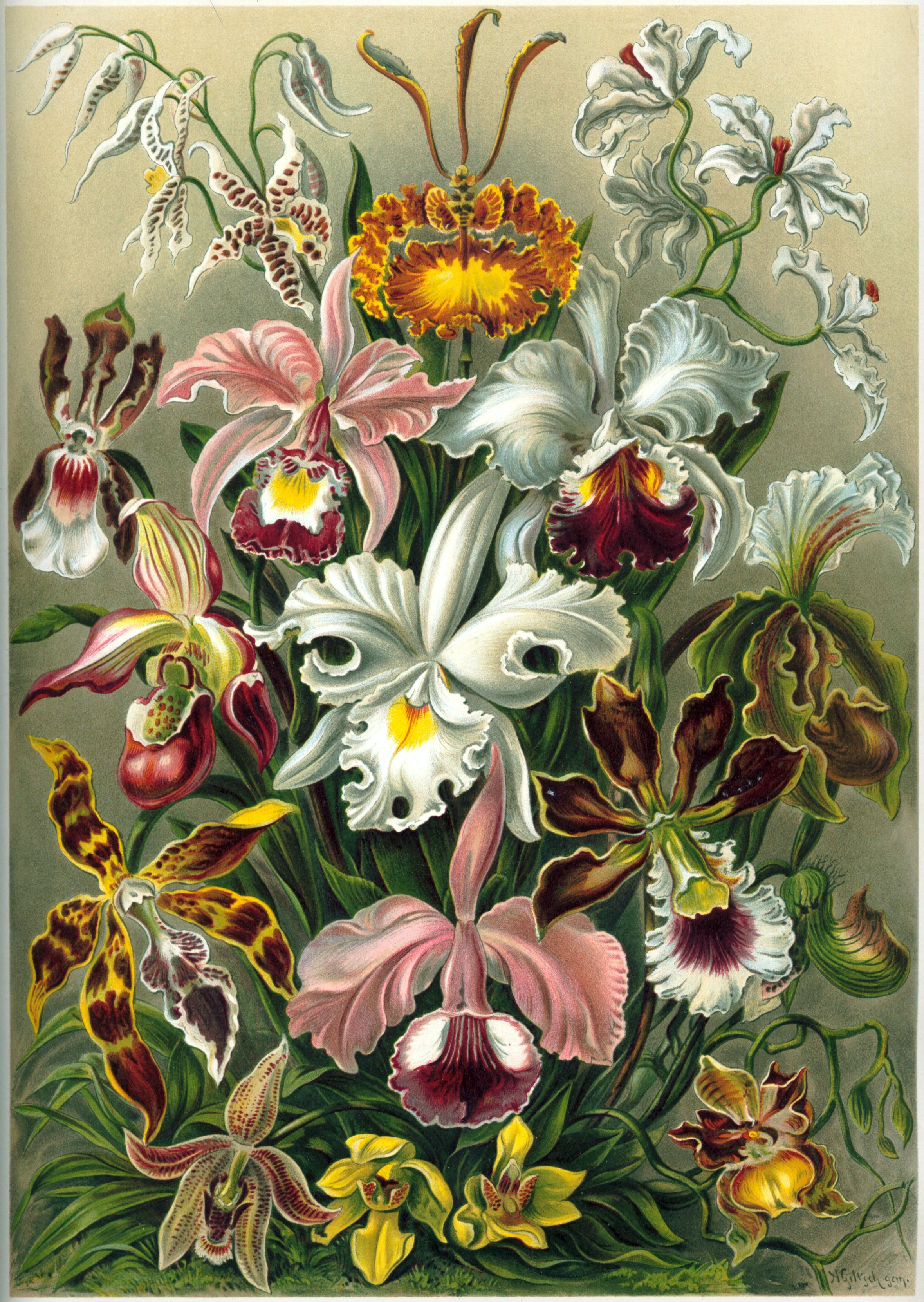
Orchideen